# Titus Mulama
Titus Brian Mulama, né le 6 août 1980, est un footballeur kényan. Il est international depuis 1999 et joue actuellement au Sofapaka depuis décembre 2012.

## Clubs
- 1997-2005 :  Mathare United
- 2005-déc. 2005 :  APR FC
- jan. 2006-2006 :  Mahakama
- 2006-déc. 2006 :  CS Herediano
- 2007-2008 :  Västerås SK FK
- jan. 2009-déc. 2009 :  Mahakama
- jan. 2010-déc. 2010 :  KCB
- jan.2011-fév. 2012 :  Sofapaka
- fév. 2012-2012 :  FC Saint Éloi Lupopo
- 2012-déc. 2012 : Club kenyan
- depuis déc. 2012 :  Sofapaka

## Palmarès
- Coupe du Kenya de football
  - Vainqueur en 1998
  - Finaliste en 2001
- Coupe CECAFA des nations
  - Vainqueur en 2002
- Championnat du Rwanda de football
  - Champion en 2006
- Coupe du Rwanda de football
  - Vainqueur en 2006